# Lucía Etxebarria

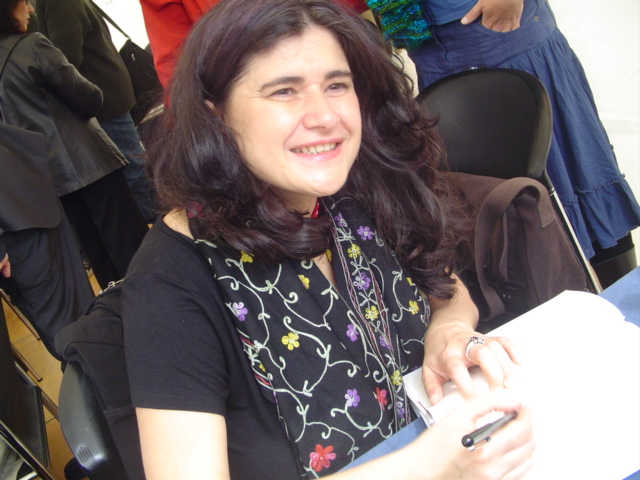
Lucía Etxebarría

Lucía Etxebarria de Asteinza (* 7. prosince 1966, Valencie) je španělská spisovatelka, baskického původu. V roce 1998 obdržela za svoji literární prvotinu, Beatriz, Nadalovu cenu (Premio Nadal).

## Biografie
Narodila se 7. prosince 1966 ve Valencii jako nejmladší ze sedmi dětí José Ignacia Echevarría Gorroño a Lucíe de Asteinza Stocke. Jak jejich jméno napovídá, oba rodiče byli baskického původu. 
Studovala anglickou filologii a žurnalistiku na univerzitě v Madridu. Následně pracovala jako novinářka, překladatelka a také knihkupkyně.
Napsala biografii o Courtney Love (Aguanta esto, 1996).

### České překlady ze španělštiny
- Beatriz a nebeská těl(es)a[6] (orig. 'Beatriz y los cuerpos celestes'). 1. vyd. Praha : Garamond, 2011. 282 S. Překlad: Hana Kloubová
- Láska, zvědavost, prozac a pochybnosti[7] (orig. 'Amor, curiosidad, prozac y dudas'). 1. vyd. Praha : Garamond, 2007. 282 S. Překlad: Hana Kloubová

## Citát
V rozhovoru s českou hispanistkou Annou Tkáčovou prohlásila o Španělsku roku 2006 následující:
| „ | Žiju v Madridu a to není místo, kde by člověk zapustil kořeny, tudy se jenom prochází. Jedinou vlast, kterou mám, je můj jazyk, španělština. Ale Španělska jako pojmu si moc nevážím. Myslím, že Katalánec nemá s Andalusanem nic společného, zrovna tak jako Bask nemá nic společného s Kastilcem. A Španělsko jako národ se ve sbližující se Evropě stejně rozpadne. | “ |